# Huaca del Dragón
A Huaca del Dragón, também conhecido como Huaca Arco íris, é um sítio arqueológico de um templo cerimonial e administrativo da cultura Chimú. O sítio abrange uma área de 3.240 metros quadrados e está localizado no distrito de La Esperanza, na cidade de Chan Chan, no Peru.
Todos os artefatos arqueológicos encontrados durante as escavações, as cópias das plantas originais e os desenhos das figuras decorativas das paredes foram encaminhados para o Museu Arqueológico da Universidade de Trujillo.

## História
O sítio foi descoberto em janeiro de 1943, por um caçador de tesouros chamado Neira, que acabou destruindo uma parte das estruturas do sítio. Neira anunciou sobre a descoberta, e Horkheimer, tirou fotografias de algumas das paredes decoradas em relevo e observou que havia vestígios de terem sidos pintados em vermelho e amarelo. Entre maio e setembro de 1948, um grupo de alunos do Instituto de Antropologia da Universidade Nacional de Trujillo começaram a limpar o sítio. Neste período, a universidade contratou um guarda e um funcionário para ficar no sítio. Em fevereiro de 1950, o Colt Archaeological Institute contribuiu com fundos para pagar mais três homens e ferramentas. E em dezembro do mesmo ano, o serviço de limpeza foi finalizado.
No ano de 1963, o Patronato de Arqueologia de Trujillo restaurou completamente o templo.

## Construção
Toda a estrutura do templo é cercada por um muro independente feito de adobe e coberto por uma fina camada de argila e com um perímetro de 60 metros por 54 metros. O muro do lado leste possui uma altura de 4,4 metros, com sua base medindo 2,9 metros de espessura e seu topo medindo 2 metros de espessura. O muro do lado oeste possui uma altura de 3,4 metros, com sua base medindo 2,6 metros de espessura e seu topo medindo 1,7 metros de espessura. E só há uma entrada, que se localiza a oeste.
O templo foi construído em forma de L de dois níveis de plataforma. O primeiro nível possui 366 metros quadrados e 3 metros de altura e o segundo nível, considerado o principal, possui 777 metros quadrados e 4,50 metros de altura. A primeira plataforma é acessada por uma rampa, que leva a um pequeno salão. Neste salão há uma rampa que dá acesso a segunda plataforma. Em três lados da segunda plataforma há 14 células alinhadas de tamanhos variados, com a maior célula medindo 4 metros por 2,6 metros e a menor célula medindo 3,6 metros por 2,6 metros. As paredes externas das células são decoradas com figuras em alto relevo. Todo o templo foi construído com adobe, de formato retangular, cornija e trapezoidal. O adobe de formato retangular em sua maioria foi utilizado para a face interior das paredes, e o adode de formato cornija, em grande parte, foi utilizado nas paredes exteriores e no núcleo. A única estrutura construída com pedras em argamassa de barro foi a fundação do pequeno salão da primeira plataforma. Todas as faces internas das paredes que não receberam decoração, foram cobertas com camada de argila de 1 centímetro de espessura.

## Figuras decorativas

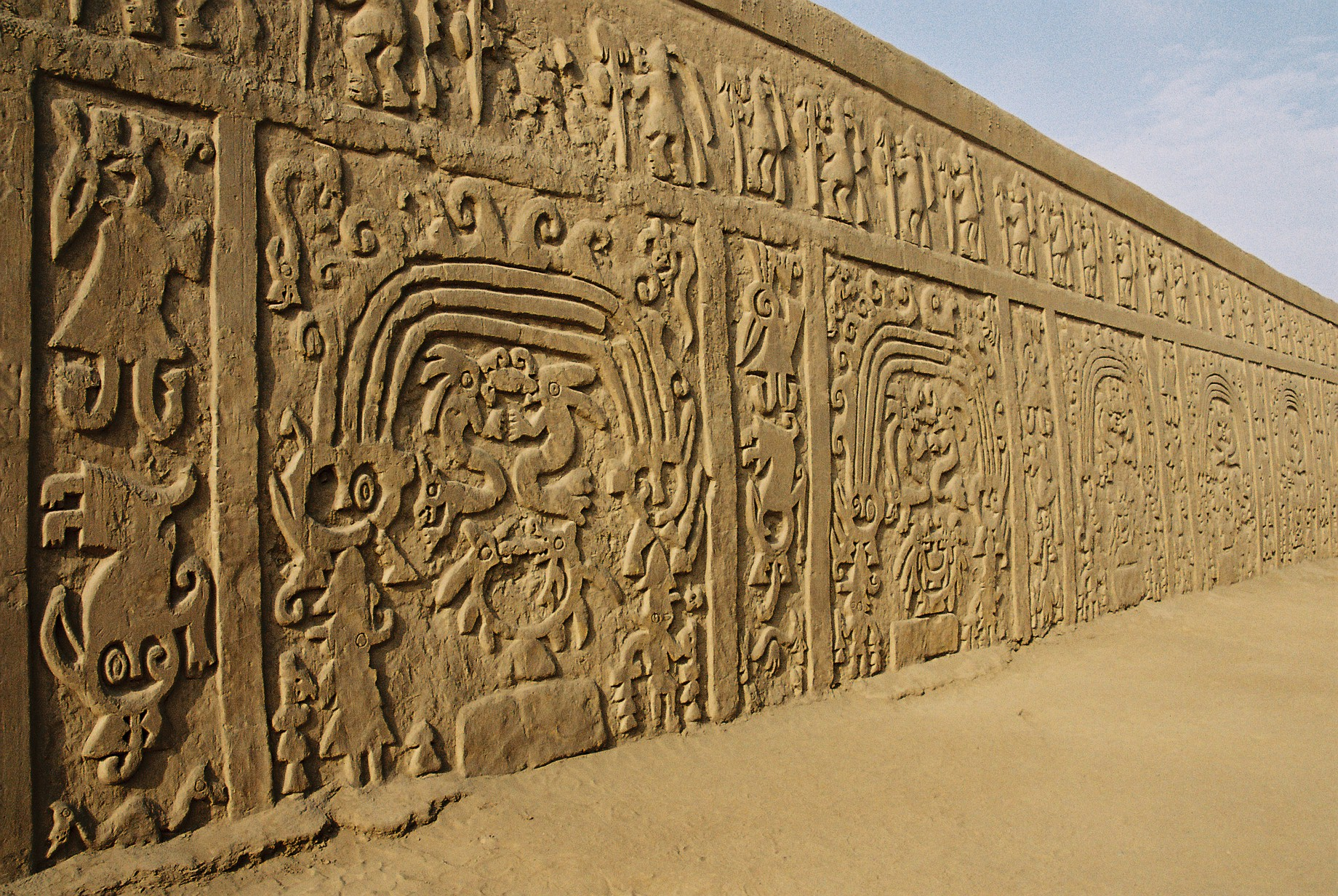
Parede com figuras decorativas em relevo.

Foram encontradas figuras em relevo, decorando as faces externas da parede norte, sul e oeste da plataforma principal. E na face interna da parede sul da plataforma principal. As figuras se repetem, sofrendo pequenas variações.
- Arco íris - o arco-íris é representada sete vezes no sítio, possui volutas na parte externa, e em cada extremo há uma cabeça de uma figura zoomórfica com bocas dentadas, abaixo dessas cabeças há a representação de uma figura antropomorfa com chapéus em formato cônico e segurando em cada mão um objeto cônico escalonado. Abaixo do arco-íris estão representadas figuras zoomórficas, uma figura se assemelha a um dragão com duas cabeças e a outra representa duas figuras em formato S, semelhantes a serpentes, conectadas face a face.[3][4]
- Dançarinos - no alto da parede há a representação de figuras antropomórficas em movimento, com um cocar em forma de zigzag e em uma das mãos está segurando um cetro. Os dançarinos estão voltados em direção a entrada.[3]
- Figuras zoomórficas e antropomórficas - são representados dois tipos de figuras zoomórficas, um se assemelha a um felino com boca dentada e língua para fora e o outra a um cavalo marinho. E a figura antropomórfica possui uma coroa na cabeça, um dos braços levantados e os pés invertidos.[3]

## Artefatos arqueológicos
Referente a cerâmicas, foram encontrados 638 cacos e nenhum pote intacto. Os dois principais tipos encontrados foram cerâmicas pretas de exterior alisado com decoração em relevo; e cerâmicas oxidadas queimadas de exterior alisado com decoração em sulco. Mas também foram encontradas cerâmicas pretas polidas, pretas temperadas, brancas e vermelhas, brancas e pretas, arenosas, laranjas polidas, marrons e outras não classificadas.
Foram encontrados 1.563 pedaços de concha, em sua maioria strombus e spondylus, em diversas formas desde sua forma original até as trabalhadas como contas, pingentes e objeto de incrustação. Também foram encontrados 35 artefatos de madrepérola. Entre os artefatos em madeira há os ídolos e as ferramentas. Os ídolos eram confeccionados com madeira de alfarroba ou semelhante a madeira balsa e alguns receberam incrustações de conchas ou penas. Quantidades elevadas de sementes de nectandra foram encontradas por todo o templo. Foram furadas para servir de contas para colares. E colares eram enterrados com os mortos ou servia como oferta funerária.
Havia fragmentos de tecidos por todo o templo, com um maior uso do algodão e lã. Dos tecidos encontrados, a maioria eraː pano grosso branco de trama fechada; pano marrom com fio de espessura média e tecelagem média; e pano branco semelhante a gaze. E entre os tecidos ornamentados, foram encontrados panos com trama marrom sobre urdume marrom e branco; trama marrom sobre urdume branca; trama branca sobre urdume branco e marrom; trama branca sobre urdume branca e preta. As bodas receberam desenhos coloridos, principalmente nas cores amarelo e vermelho. Encontraram uma camisa, junto com um estilingue e um cocar de penas. Também encontraram pano de pintura com vestígios de pigmentação amarela.
Os artefatos metálicos encontrados eram feitos com liga de prata e cobre ou somente de prata, e eram usados para ornamentos ou como rebites. A maioria dos artefatos possuía furação para fixação. Foram encontrados também, 29 sinos, uma pequena colher, e várias placas tubulares para cobrir um bastão ou usar como ornamentação corporal.
Foram encontrados ossos humanos em todas as partes do templo, em sua maioria de adolescentes. Entre 40 e 50 indivíduos foram enterrados na huaca. Em uma das plataformas do templo, foi encontrado um enterro intacto de uma criança.